# Занино-Починковское сельское поселение
Занино-Починковское се́льское поселе́ние — муниципальное образование в Шиловском районе Рязанской области Российской Федерации. Административный центр — село Занино-Починки.

## Географическое положение
Занино-Починковское сельское поселение расположено на северо-востоке Шиловского муниципального района и граничит с севера — с Касимовским районом, с востока — с Пителинским районом, с юга — с Чучковским районом и Аделинским сельским поселением, с запада — с Тырновским и Борковским сельскими поселениями.
Площадь Занино-Починковского сельского поселения — 54,0 кв. км.

## Климат и природные ресурсы
Климат Занино-Починковского сельского поселения умеренно континентальный с умеренно-холодной зимой и теплым летом. Осадки в течение года распределяются неравномерно.
Водные ресурсы представлены наличием рек Увяза, Средника, Лубянки, Ярхонки, Мышцы; имеются болота, искусственно созданные пруды. Почвы на территории поселения подзолистые и серые лесные, суглинистые.
Территория поселения расположена в зоне хвойных и смешанных лесов.

## История
Образовано в результате муниципальной реформы 2006 г. в результате объединения существовавших ранее на данной территории двух сельских округов — Большепексельского (центр Большие Пекселы) и Занино-Починковского (центр Занино-Починки) — с возложением административного управления на село Занино-Починки.
Статус и границы сельского поселения установлены Законом Рязанской области от 7 октября 2004 года № 102-ОЗ «О наделении муниципального образования — Шиловский район статусом муниципального района, об установлении его границ и границ муниципальных образований, входящих в его состав».
Границы сельского поселения определяются законом Рязанской области от 28.12.2007 № 240-ОЗ.

## Население
| 2010  | 2012  | 2013  | 2014  | 2015  | 2016  | 2017  |
| ----- | ----- | ----- | ----- | ----- | ----- | ----- |
| 1252  | ↘1224 | ↘1199 | ↘1194 | ↘1179 | ↘1161 | ↘1127 |
| 2018  | 2019  | 2020  | 2021  |       |       |       |
| ↘1113 | ↘1087 | ↘1069 | ↘706  |       |       |       |

## Состав сельского поселения
| №  | Населённый пункт | Тип населённого пункта       | Население |
| -- | ---------------- | ---------------------------- | --------- |
| 1  | Белореченский    | посёлок                      | 16        |
| 2  | Большие Пекселы  | село                         | ↘200      |
| 3  | Занино-Починки   | село, административный центр | ↘543      |
| 4  | Илебники         | село                         | ↘76       |
| 5  | Лубонос          | село                         | ↘70       |
| 6  | Малые Пекселы    | деревня                      | ↘50       |
| 7  | Мунор            | деревня                      | ↘7        |
| 8  | Мышца            | село                         | ↘8        |
| 9  | Павловка         | деревня                      | ↘4        |
| 10 | Погари           | деревня                      | ↘14       |
| 11 | Пролетарский     | посёлок                      | 167       |
| 12 | Салаур           | деревня                      | ↘18       |
| 13 | Увяз             | село                         | ↘79       |
| 14 | Шемякино         | деревня                      | 0         |

## Экономика
По данным на 2015/2016 г. на территории Занино-Починковского сельского поселения Шиловского района Рязанской области расположено:
1. ОАО «Пробуждение», агропромышленное предприятие.

Реализацию товаров и услуг осуществляют 1 павильон и 8 магазинов.

## Социальная инфраструктура
На территории Занино-Починковского сельского поселения действуют: 2 отделения почтовой связи, врачебная амбулатория и фельдшерско-акушерский пункт (ФАП), Занино-Починковская средняя общеобразовательная школа, 2 клуба и 2 библиотеки.

## Транспорт
Основные грузо- и пассажироперевозки осуществляются автомобильным и железнодорожным транспортом: через территорию поселения проходят автомобильная дорога регионального значения Р125: «Ряжск — Касимов — Нижний Новгород»; и железнодорожная линия «Шилово — Касимов» Московской железной дороги с остановочными пунктами «Починки», «Шемякино» и станцией «Мышца».